# Sportverein Darmstadt 1898 1983-1984
Questa voce raccoglie le informazioni riguardanti lo Sportverein Darmstadt 1898 nelle competizioni ufficiali della stagione 1983-1984.

## Stagione
Nella stagione 1983-1984 il Darmstadt, allenato da Timo Zahnleiter e Lothar Kleim, concluse il campionato di 2. Bundesliga al 12º posto. In Coppa di Germania il Darmstadt fu eliminato al primo turno dal Werder Brema.

## Rosa
| N. |                      | Ruolo | Calciatore         |
| -- | -------------------- | ----- | ------------------ |
|    | Germania (bandiera)  | P     | Frank Berlepp      |
|    | Germania (bandiera)  | P     | Dieter Rudolf      |
|    | Germania (bandiera)  | D     | Rolf Dohmen        |
|    | Germania (bandiera)  | D     | Volker Kispert     |
|    | Rep. Ceca (bandiera) | D     | Luděk Macela       |
|    | Germania (bandiera)  | D     | Peter Salisch      |
|    | Germania (bandiera)  | D     | Edwin Westenberger |
|    | Germania (bandiera)  | C     | Willi Bernecker    |
|    | Germania (bandiera)  | C     | Axel Fischer       |

| N. |                     | Ruolo | Calciatore           |
| -- | ------------------- | ----- | -------------------- |
|    | Germania (bandiera) | C     | Uwe Hahn             |
|    | Germania (bandiera) | C     | Hans Münchow         |
|    | Germania (bandiera) | C     | Runald Ossen         |
|    | Germania (bandiera) | C     | Oliver Posniak       |
|    | Germania (bandiera) | C     | Rafael Sánchez       |
|    | Germania (bandiera) | A     | Uwe Kuhl             |
|    | Germania (bandiera) | A     | Helmut Vorreiter     |
|    | Germania (bandiera) | A     | Wolfgang Waldschmidt |

## Organigramma societario
Area tecnica
- Allenatore: Lothar Kleim
- Allenatore in seconda:
- Preparatore dei portieri:
- Preparatori atletici:

## Calciomercato

### Sessione estiva
| Acquisti | Acquisti       | Acquisti         | Acquisti |
| R.       | Nome           | da               | Modalità |
| -------- | -------------- | ---------------- | -------- |
| D        | Volker Kispert | Waldhof Mannheim |          |

| Cessioni | Cessioni         | Cessioni              | Cessioni |
| R.       | Nome             | a                     | Modalità |
| -------- | ---------------- | --------------------- | -------- |
| A        | Bodo Mattern     | Eintracht Francoforte |          |
| C        | Wolfgang Schüler | Karlsruhe             |          |
| D        | Wolfgang Trapp   | Kickers Offenbach     |          |
| D        | Willi Wagner     | Gießen                |          |

### Sessione invernale
| Acquisti | Acquisti | Acquisti | Acquisti |
| R.       | Nome     | da       | Modalità |
| -------- | -------- | -------- | -------- |

| Cessioni | Cessioni      | Cessioni       | Cessioni |
| R.       | Nome          | a              | Modalità |
| -------- | ------------- | -------------- | -------- |
| A        | Zdeněk Nehoda | Standard Liegi |          |
| C        | Guido Stetter | Friburgo       |          |

## Risultati

### 2. Bundesliga

#### Girone di andata
| Arbitro: | Bruch |

|                            |           |  |
| Bartel 61’ (aut.) Kuhl 86’ | Marcatori |  |

| Arbitro: | Föckler |

|                         |           |             |
| Löw 28’, 88’ Schulz 77’ | Marcatori | 82’ Stetter |

| Arbitro: | Uhlig |

|             |           |         |
| Stetter 60’ | Marcatori | 9’ Mack |

| Arbitro: | Wuttke |

|                                                           |           |  |
| Schüler 27’ Kleppinger 38’ (rig.) Harforth 68’ Theiss 75’ | Marcatori |  |

| Arbitro: | Huster |

|                       |           |            |
| Salisch 2’ Nehoda 42’ | Marcatori | 22’ Traser |

| Arbitro: | Assenmacher |

|           |           |               |
| Drews 17’ | Marcatori | 19’ Vorreiter |

| Arbitro: | Hontheim |

|  |           |                           |
|  | Marcatori | 5’ Dierßen 7’ Clute-Simon |

| Arbitro: | Kasperowski |

|                      |           |                        |
| Wolf 17’ Frenken 45’ | Marcatori | 69’ Nehoda 76’ Kispert |

| Arbitro: | Stark |

|                                                    |           |                           |
| Kispert 41’ Fischer 44’ Nehoda 55’ (rig.) Hahn 67’ | Marcatori | 31’ Kohnle 59’, 80’ Hauck |

| Arbitro: | Dellwing |

|                                                                |           |            |
| Kurtenbach 20’ Gores 43’, 90’ Guðlaugsson 64’ Hinterberger 75’ | Marcatori | 83’ Nehoda |

| Darmstadt 1º ottobre 1983, ore 15:00 CET 11ª giornata | Darmstadt    | 0 – 0 referto | Union Solingen | Stadion am Böllenfalltor (3 000 spett.)\| Arbitro: \| Reinstädtler \| |
| Arbitro:                                              | Reinstädtler |               |                |                                                                       |

| Arbitro: | Mierswa |

|                                |           |  |
| Lander 13’, 15’ Kober 73’, 80’ | Marcatori |  |

| Arbitro: | Bodmer |

|                                |           |  |
| Funke 62’ (aut.) Kuhl 68’, 90’ | Marcatori |  |

| Arbitro: | Wahmann |

|            |           |                      |
| Gaedke 56’ | Marcatori | 32’ Kuhl 42’ Sánchez |

| Arbitro: | Schmidhuber |

|                             |           |                               |
| Kuhl 8’, 27’, 50’ Ossen 34’ | Marcatori | 52’ Skov 57’ Timme 73’ Remark |

| Arbitro: | Eli |

|                                                                |           |  |
| Klinsmann 32’ (rig.), 63’ Hobday 38’ Dannenberg 48’ Merkle 86’ | Marcatori |  |

| Arbitro: | Meijerink |

|             |           |               |
| Steiner 33’ | Marcatori | 75’ Vorreiter |

| Arbitro: | Schäfer |

|                   |           |  |
| Kuhl 6’, 49’, 67’ | Marcatori |  |

| Duisburg 10 dicembre 1983, ore 15:00 CET 19ª giornata | Duisburg | 0 – 0 referto | Darmstadt | Wedaustadion (8 000 spett.)\| Arbitro: \| Waltert \| |
| Arbitro:                                              | Waltert  |               |           |                                                      |

#### Girone di ritorno
| Arbitro: | Gabor |

|                                         |           |  |
| Dauber 45’ Schneider 51’, 82’ Pache 71’ | Marcatori |  |

| Arbitro: | Schütte |

|  |           |                     |
|  | Marcatori | 64’ Mähn 84’ Dämgen |

| Arbitro: | Puchalski |

|             |           |          |
| Blättel 65’ | Marcatori | 68’ Kuhl |

| Arbitro: | Ahlenfelder |

|          |           |                                 |
| Kuhl 27’ | Marcatori | 12’ Bühler 21’ Groß 74’ Schüler |

| Arbitro: | Bodmer |

|                       |           |          |
| Bönisch 14’ Horch 19’ | Marcatori | 84’ Hahn |

| Arbitro: | Kasperowski |

|                            |           |               |
| Vorreiter 1’ Bernecker 89’ | Marcatori | 90’ Wulfmeier |

| Arbitro: | Bodmer |

|                                                            |           |  |
| Täuber 11’, 81’ Drexler 21’, 71’ Opitz 47’ Abel 61’ (rig.) | Marcatori |  |

| Arbitro: | Scheuerer |

|                                       |           |                    |
| Vorreiter 37’ (rig.) Salisch 52’, 85’ | Marcatori | 49’ (rig.) Rombach |

| Arbitro: | Waltert |

|           |           |          |
| Elser 42’ | Marcatori | 89’ Kuhl |

| Arbitro: | Huster |

|               |           |                                               |
| Vorreiter 68’ | Marcatori | 10’ Gede 11’, 40’ Werres 30’ Helmes 62’ Esche |

| Arbitro: | Kasperowski |

|                             |           |          |
| Schäfer 62’ Kuhl 76’ (aut.) | Marcatori | 73’ Hahn |

| Arbitro: | Ermer |

|          |           |             |
| Kuhl 42’ | Marcatori | 90’ Laibach |

| Osnabrück 19 aprile 1984, ore 20:15 CEST 32ª giornata | Osnabrück | 0 – 0 referto | Darmstadt | Stadion an der Bremer Brücke (7 000 spett.)\| Arbitro: \| Retzmann \| |
| Arbitro:                                              | Retzmann  |               |           |                                                                       |

| Arbitro: | Broska |

|                      |           |            |
| Kispert 18’ Kuhl 63’ | Marcatori | 86’ Gaedke |

| Berlino 28 aprile 1984, ore 15:00 CEST 34ª giornata | Hertha Berlino | 0 – 0 referto | Darmstadt | Stadio Olimpico (4 500 spett.)\| Arbitro: \| Kautschor \| |
| Arbitro:                                            | Kautschor      |               |           |                                                           |

| Arbitro: | Föckler |

|                                               |           |                          |
| Kuhl 21’, 80’ Sánchez 49’ Hahn 72’ Dohmen 84’ | Marcatori | 65’ Merkle 85’ Klinsmann |

| Arbitro: | Michel |

|           |           |            |
| Ossen 27’ | Marcatori | 21’ Aussem |

| Arbitro: | Meijerink |

|          |           |           |
| Bals 84’ | Marcatori | 41’ Ossen |

| Arbitro: | Kasperowski |

|  |           |                      |
|  | Marcatori | 6’ Wohlfarth 16’ Lay |

### Coppa di Germania
| Arbitro: | Kasper |

|                                                         |           |  |
| Neubarth 30’, 37’ Sidka 56’ (rig.) Völler 84’ Meier 90’ | Marcatori |  |

## Statistiche

### Statistiche di squadra
| Competizione      | Punti | In casa | In casa | In casa | In casa | In casa | In casa | In trasferta | In trasferta | In trasferta | In trasferta | In trasferta | In trasferta | Totale | Totale | Totale | Totale | Totale | Totale | DR  |
| Competizione      | Punti | G       | V       | N       | P       | Gf      | Gs      | G            | V            | N            | P            | Gf           | Gs           | G      | V      | N      | P      | Gf     | Gs     | DR  |
| ----------------- | ----- | ------- | ------- | ------- | ------- | ------- | ------- | ------------ | ------------ | ------------ | ------------ | ------------ | ------------ | ------ | ------ | ------ | ------ | ------ | ------ | --- |
| 2. Bundesliga     | 35    | 19      | 10      | 4       | 5       | 35      | 29      | 19           | 1            | 9            | 9            | 13           | 43           | 38     | 11     | 13     | 14     | 48     | 72     | -24 |
| Coppa di Germania | -     | 0       | 0       | 0       | 0       | 0       | 0       | 1            | 0            | 0            | 1            | 0            | 5            | 1      | 0      | 0      | 1      | 0      | 5      | -5  |
| Totale            | 35    | 19      | 10      | 4       | 5       | 35      | 29      | 20           | 1            | 9            | 10           | 13           | 48           | 39     | 11     | 13     | 15     | 48     | 77     | -29 |

### Andamento in campionato
| Giornata  | 1 | 2 | 3  | 4  | 5  | 6  | 7  | 8  | 9 | 10 | 11 | 12 | 13 | 14 | 15 | 16 | 17 | 18 | 19 | 20 | 21 | 22 | 23 | 24 | 25 | 26 | 27 | 28 | 29 | 30 | 31 | 32 | 33 | 34 | 35 | 36 | 37 | 38 |
| --------- | - | - | -- | -- | -- | -- | -- | -- | - | -- | -- | -- | -- | -- | -- | -- | -- | -- | -- | -- | -- | -- | -- | -- | -- | -- | -- | -- | -- | -- | -- | -- | -- | -- | -- | -- | -- | -- |
| Luogo     | C | T | C  | T  | C  | T  | C  | T  | C | T  | C  | T  | C  | T  | C  | T  | T  | C  | T  | T  | C  | T  | C  | T  | C  | T  | C  | T  | C  | T  | C  | T  | C  | T  | C  | C  | T  | C  |
| Risultato | V | P | N  | P  | V  | N  | P  | N  | V | P  | N  | P  | V  | V  | V  | P  | N  | V  | N  | P  | P  | N  | P  | P  | V  | P  | V  | N  | P  | P  | N  | N  | V  | N  | V  | N  | N  | P  |
| Posizione | 5 | 9 | 10 | 15 | 11 | 13 | 14 | 13 | 9 | 11 | 11 | 12 | 10 | 10 | 9  | 10 | 9  | 9  | 9  | 11 | 11 | 11 | 12 | 15 | 13 | 14 | 13 | 13 | 15 | 15 | 15 | 14 | 14 | 12 | 12 | 12 | 12 | 12 |

Legenda:

Luogo: C = Casa; T = Trasferta. Risultato: V = Vittoria; N = Pareggio; P = Sconfitta.

### Statistiche dei giocatori
| Giocatore       | 2. Bundesliga | 2. Bundesliga | 2. Bundesliga | 2. Bundesliga | Coppa di Germania | Coppa di Germania | Coppa di Germania | Coppa di Germania | Totale   | Totale | Totale      | Totale     |
| Giocatore       | Presenze      | Reti          | Ammonizioni   | Espulsioni    | Presenze          | Reti              | Ammonizioni       | Espulsioni        | Presenze | Reti   | Ammonizioni | Espulsioni |
| --------------- | ------------- | ------------- | ------------- | ------------- | ----------------- | ----------------- | ----------------- | ----------------- | -------- | ------ | ----------- | ---------- |
| F. Berlepp      | 6             | 0             | 0             | 0             | 0                 | 0                 | 0                 | 0                 | 6        | 0      | 0           | 0          |
| W. Bernecker    | 15            | 1             | 5             | 0             | 0                 | 0                 | 0                 | 0                 | 15       | 1      | 5           | 0          |
| R. Dohmen       | 37            | 1             | 4             | 0             | 1                 | 0                 | 1                 | 0                 | 38       | 1      | 5           | 0          |
| A. Fischer      | 34            | 1             | 3             | 0             | 1                 | 0                 | 0                 | 0                 | 35       | 1      | 3           | 0          |
| U. Hahn         | 33            | 4             | 3             | 0             | 1                 | 0                 | 0                 | 0                 | 34       | 4      | 3           | 0          |
| V. Kispert      | 32            | 3             | 0             | 0             | 1                 | 0                 | 0                 | 0                 | 33       | 3      | 0           | 0          |
| U. Kuhl         | 31            | 17            | 3             | 0             | 0                 | 0                 | 0                 | 0                 | 31       | 17     | 3           | 0          |
| L. Macela       | 31            | 0             | 6             | 1             | 0                 | 0                 | 0                 | 0                 | 31       | 0      | 6           | 1          |
| H. Münchow      | 12            | 0             | 1             | 0             | 1                 | 0                 | 0                 | 0                 | 13       | 0      | 1           | 0          |
| Z. Nehoda       | 14            | 4             | 2             | 0             | 0                 | 0                 | 0                 | 0                 | 14       | 4      | 2           | 0          |
| R. Ossen        | 27            | 3             | 3             | 0             | 1                 | 0                 | 0                 | 0                 | 28       | 3      | 3           | 0          |
| O. Posniak      | 33            | 0             | 5             | 0             | 1                 | 0                 | 1                 | 0                 | 34       | 0      | 6           | 0          |
| D. Rudolf       | 32            | 0             | 1             | 0             | 1                 | 0                 | 0                 | 0                 | 33       | 0      | 1           | 0          |
| P. Salisch      | 37            | 3             | 6             | 0             | 1                 | 0                 | 0                 | 0                 | 38       | 3      | 6           | 0          |
| G. Stetter      | 11            | 2             | 0             | 0             | 1                 | 0                 | 0                 | 0                 | 12       | 2      | 0           | 0          |
| R. Sánchez      | 27            | 2             | 4             | 0             | 1                 | 0                 | 0                 | 0                 | 28       | 2      | 4           | 0          |
| H. Vorreiter    | 28            | 5             | 2             | 0             | 0                 | 0                 | 0                 | 0                 | 28       | 5      | 2           | 0          |
| W. Waldschmidt  | 14            | 0             | 0             | 0             | 1                 | 0                 | 0                 | 0                 | 15       | 0      | 0           | 0          |
| E. Westenberger | 27            | 0             | 7             | 0             | 0                 | 0                 | 0                 | 0                 | 27       | 0      | 7           | 0          |